# Protochorebus kasparyani
Protochorebus kasparyani är en stekelart som beskrevs av Perepechayenko 1997. Protochorebus kasparyani ingår i släktet Protochorebus och familjen bracksteklar. Inga underarter finns listade i Catalogue of Life.